# 原井氏
原井氏（はらいし）は「原井」を氏の名とする氏族。姓は連。

## 概要
『新撰姓氏録』では河内国皇別に分類され、武内宿禰の子・葛木襲津彦命の末裔とされる。
江戸時代以降に主水司を代々務めた橋本氏は原井氏の末裔を称した。初代の橋本忠益は寛永7年（1630年）9月3日に主水佑に任じられている。忠益からは益村-宗益-元益-友益-信益-益行-幸益-益雄･･･永益（幸益の子）と続いた。